# Tabanus monotaxis
Tabanus monotaxis är en tvåvingeart som beskrevs av Philip 1967. Tabanus monotaxis ingår i släktet Tabanus och familjen bromsar. Inga underarter finns listade i Catalogue of Life.